# Pontarachna valkanovi
Pontarachna valkanovi is een mijtensoort uit de familie van de Pontarachnidae. De wetenschappelijke naam van de soort is voor het eerst geldig gepubliceerd in 1978 door Petrova.